# Willy Moon
Willy Moon (* 2. Juni 1989 in Wellington; eigentlich William Sinclair) ist ein in London lebender neuseeländischer Musiker.

## Biografie
Moon wuchs ab seinem 12. Lebensjahr weitgehend ohne Eltern mit einer älteren Schwester auf. Mit 16 Jahren ging er von der Schule und zwei Jahre später machte er sich auf nach London. Nachdem er dort Job und Wohnung verloren hatte, ging er mit seiner Freundin 2007 über Spanien nach Berlin, wo er seine ersten musikalischen Schritte unternahm. Nach einem Jahr kehrte er nach London zurück und begann, erste Songs über das Internet zu veröffentlichen. Sein Titel I Wanna Be Your Man fiel dem Label Luv Luv Luv bei MySpace auf und verschaffte ihm einen Plattenvertrag.
Es folgten erste Veröffentlichungen, ein für den Herbst 2012 angekündigtes Album wurde jedoch bis dahin nicht fertiggestellt. Stattdessen fand sein Stück Yeah Yeah Verwendung in der Werbung für den iPod von Apple. Daraufhin konnte sich das Lied in den Charts platzieren.
Moon mischt klassischen Rock ’n’ Roll im Stil der 1950er mit modernen Sounds und Techniken.
Seit 2014 ist Moon mit der britischen Pop-Sängerin Natalia Kills liiert.
2015 waren Moon und Kills Juroren der neuseeländischen Version der Castingshow The X Factor. Nach verbalen Angriffen auf einen Kandidaten wurden sie vom Sender aus der Jury genommen, nachdem sich in einer Online-Petition innerhalb 24 Stunden mehr als 70.000 Menschen dafür eingesetzt hatten.

## Diskografie
Alben
- Here’s Willy Moon (2013)

Singles
- I Wanna Be Your Man (2011)
- She Loves Me (2011)
- Railroad Track (2012)
- Yeah Yeah (2012)
- My Girl (2013)